# Kehre-Tunnel
Der Kehre-Tunnel ist einer von insgesamt zwölf Tunneln der aus der Pfälzischen Ludwigsbahn hervorgegangenen Bahnstrecke Mannheim–Saarbrücken. Ursprünglich eingleisig angelegt, wurde die Strecke wenige Jahre später zweigleisig ausgebaut.

## Lage
Der Tunnel unterquert den namensgebenden Kehrfelsen und befindet sich auf der Gemarkung der Ortsgemeinde Frankenstein (Pfalz). Unweit seines Nordportals verläuft die Bundesstraße 37 parallel zur Bahnstrecke. Unmittelbar nach dem Südportal wird besagte Straße mittels eines Viadukts überquert.

## Geschichte
Die Baufreigabe für die Magistrale in Ost-West-Richtung von der Rheinschanze nach Bexbach erfolgte am 21. Dezember 1837. Zwischen Neustadt und Frankenstein musste für den Anstieg zahlreiche Hügel und Ausläufer von Bergen überwunden werden. Unter ihnen befand sich der Kehrfelsen. Dies erforderte in diesem Bereich den Bau des 302 Meter langen Tunnels. Bereits seit 1847 war der Verkehr von Ludwigshafen nach Neustadt eröffnet worden, 1848 folgte in zwei Etappen der Abschnitt Frankenstein–Homburg. Am 25. August 1849 folgte der Lückenschluss zwischen Frankenstein und Neustadt einschließlich des Kehre-Tunnels. Zuvor hatten Kutschen den Verkehr zwischen den beiden Streckenteilen übernommen. Im Juli 1856 war die Ludwigsbahn dann durchgehend zweigleisig befahrbar.
Da die Magistrale von Mannheim nach Saarbrücken schon immer für den Fernverkehr eine große Bedeutung besaß, wurde sie ab 1960 schrittweise elektrifiziert. Der Kehre-Tunnel musste für die Elektrifizierung aufgeweitet werden. Dies verzögerte die Fertigstellung des elektrischen Betriebs, der schließlich ab dem 12. März 1964 auf gesamter Länge aufgenommen werden konnte.